# 学校法人尾関学園
学校法人尾関学園（がっこうほうじんおぜきがくえん）とは、愛知県豊田市に本部を置く学校法人。

## 沿革
- 1976年2月28日 - 学校法人としての認可を取得
- 1976年4月1日 - 美里幼稚園を開園
- 1983年4月1日 - 尾関学園高等学校を開校
- 1986年2月16日 - 法人設立10周年記念式典挙行
- 1996年5月24日 - 法人設立20周年記念式典挙行
- 2006年11月17日 - 法人設立30周年記念式典挙行
- 2009年4月1日 - 尾関学園高等学校は誉高等学校に改称
- 2016年12月22日 ‐ 法人設立40周年記念式典挙行

## 運営学校
- 誉高等学校（旧・尾関学園高等学校）（愛知県小牧市）
- 美里幼稚園（愛知県豊田市）

## 本部所在地
愛知県豊田市美里4丁目3番地の2